# Discolomopsis dominicana
Discolomopsis dominicana là một loài bọ cánh cứng trong họ Endomychidae. Loài này được Shockley miêu tả khoa học năm 2006.